# Lucia Alberti
Lucia Alberti, nata Lucia Nesti (Vienna, 25 marzo 1921 – Roma, 9 febbraio 1995), è stata un'astrologa italiana di origini austriache.

## Biografia
Nasce a Vienna poco dopo il crollo dell'impero austro-ungarico come Lucia Nesti, da madre austriaca e padre italiano. Durante la seconda guerra mondiale, nell’Austria amministrata dai nazisti, sostiene di poter prevedere i bombardamenti alleati orientandosi al sorgere delle sue crisi di mal di testa. Nel secondo dopoguerra si stabilisce in Italia, dove nel 1953 sposa l’industriale e attore Guido Alberti, noto per il liquore Strega. Grazie al marito, frequenta regolarmente i salotti letterari romani come quello degli Amici della domenica, legato al Premio Strega; la giuria di questo concorso letterario è infatti composta da membri di quel circolo (del resto, gli Alberti sponsorizzavano il premio sin dall'immediato dopoguerra).
"Strega" è peraltro il soprannome che le viene bonariamente assegnato, tanto per la sua attività di astrologa, quanto per il fatto di essere indirettamente legata al noto liquore giallo e al relativo premio letterario. Anche grazie alla sua posizione sociale tranquilla, non mira a trarre profitto economico dalla sua attività. Godendo di un buon livello di istruzione, spesso si assume il compito di leggere gli scritti degli autori esordienti come Pier Paolo Pasolini e Goffredo Parise; basandosi anche sulla lettura di questi testi, usa predire il successo o meno delle nuove proposte letterarie, oppure della carriera letteraria dei rispettivi autori.
Pubblica libri di astrologia e scrive regolarmente in oroscopi o rubriche di note testate come Paese Sera e Grazia, raggiungendo un grado di popolarità a livello nazionale negli anni Sessanta e Settanta. Cura inoltre il Calendario astrologico a partire dal 1967, con cui consolida la sua fama. Sempre in tema di oroscopo fa una comparsa nel quarto episodio del film Di che segno sei? del 1975. La sua intensa presenza mediatica le permette di dare un volto all'astrologia in Italia. Tuttavia questo fatto, combinato a quello di non percepire compensi per i consulti, comporterà per lei il peso delle molte richieste di pareri; queste saranno da lei sentite, almeno in età più avanzata, come una sorta di obbligo morale.

## Opere
- I segni e l'amore (1970)
- Astrologia e vita quotidiana (1972)
- Amore e zodiaco (1974)
- Gli astri e la vita di ogni giorno (1977)
- Sesso e astrologia (1978)